# Eustace Fannin
Evelyn Eustace Fannin (Ixopo, 28 giugno 1915 – Durban, 25 novembre 1997) è stato un tennista sudafricano.

## Carriera
Fece parte della squadra sudafricana di Coppa Davis dal 1937 al 1949 vincendo nove incontri e perdendone sette, raggiunse insieme al connazionale Eric Sturgess due finali del doppio maschile agli Internazionali di Francia conquistando il titolo nel 1947 e perdendo la finale due anni dopo.

## Finali nei tornei del Grande Slam

### Doppio

#### Vittorie (1)
| Anno | Torneo                            | Compagno      | Avversari in finale    | Punteggio          |
| 1947 | Internazionali di Francia, Parigi | Eric Sturgess | Tom Brown Bill Sidwell | 6–4, 4–6, 6–4, 6–3 |

#### Finali perse (1)
| Anno | Torneo                            | Compagno      | Avversari in finale          | Punteggio          |
| 1949 | Internazionali di Francia, Parigi | Eric Sturgess | Pancho Gonzales Frank Parker | 3–6, 6–8, 7–5, 3–6 |